# Brunna
Brunna – miejscowość (tätort) w Szwecji, w regionie administracyjnym (län) Sztokholm, w gminie Upplands-Bro.
Według danych Szwedzkiego Urzędu Statystycznego liczba ludności wyniosła: 3948 (31 grudnia 2015), 4015 (31 grudnia 2018) i 4033 (31 grudnia 2019).